# Trupanea vernoniae
Trupanea vernoniae är en tvåvingeart som beskrevs av Hardy 1973. Trupanea vernoniae ingår i släktet Trupanea och familjen borrflugor.
Artens utbredningsområde är Thailand. Inga underarter finns listade i Catalogue of Life.